# 高野村 (富山県)
高野村（たかのむら）は、かつて富山県中新川郡にあった村。

## 沿革
- 1889年（明治22年）4月1日 - 町村制の施行により、上新川郡野町村、米沢新村、沢新村、淵上新村、江崎新村、下金剛寺新村、東野新村、竹林村、下新村、高原村、横江新村、福来新村及び野沢新村の区域の一部の区域をもって、上新川郡高野村が発足する。野町村の久保久四郎方を借り入れて村役場とした[3]。同年時点での戸数338、人口1,971人、地租292万円余、面積417町歩余[2]。
- 1896年（明治29年）3月29日 - 郡制の施行のため、上新川郡の区域から分立して、中新川郡が発足により、中新川郡に所属となる。
- 1901年（明治34年） - 野町村の久保兵作方に村役場を移転[3]。
- 1907年（明治40年） - 巡査駐在所跡に村役場を移転[4]。
- 1919年（大正8年） - 村役場を新築[5]。
- 1942年（昭和17年）6月8日 - 中新川郡五百石町、大森村、下段村及び高野村が合併して、中新川郡雄山町が発足する。
- 1949年（昭和24年） - 旧高野村が雄山町の区域からの分立を望んだが、実現しなかった[2]。

## 歴代村長
出典→
1. 久保久四郎（1889年2月 - 1892年3月）
2. 加藤三良左衛門（1892年4月2日 - 1893年1月13日）
3. 中田八右衛門（1893年2月23日 - 1893年4月20日）
4. 久保久四郎（1893年5月24日 - 1894年2月20日）
5. 渡邊八郎（1894年3月26日 - 1897年4月10日）
6. 窪美養鼎（1897年5月25日 - 1897年8月8日）
7. 堀田久平（1897年11月16日 - 1900年7月19日）
8. 山本龜次郎（1900年9月13日 - 1901年4月5日）
9. 久保基一（1901年4月25日 - 1904年11月11日）
10. 平井力次（1904年11月15日 - 1905年9月16日）
11. 山川亭（1905年11月7日 - 1909年11月6日）
12. 山川亭（1909年11月7日 - 1913年5月11日）
13. 松浦常次郎（1913年5月12日 - 1917年5月11日）
14. 上谷松次郎（1917年6月22日 - 1919年10月17日）
15. 堀田信治（1919年11月10日 - 1923年11月9日）
16. 藤井彌市（1923年12月26日 - 1927年12月25日）
17. 山川亭（1927年12月26日 - 1930年9月20日）
18. 藤井彌市（1930年9月21日 - 1935年9月16日）
19. 藤井彌市（1930年9月17日 - 1939年9月16日）
20. 清田秀之助（1939年10月4日 - 1940年3月28日）
21. 藤田朝義（1940年4月6日 - 不詳）